# دانشگاه علوم پزشکی گناباد
دانشگاه علوم پزشکی و خدمات بهداشتی درمانی گناباد یکی از دانشگاه‌های دولتی ایران و تحت پوشش وزارت بهداشت، درمان و آموزش پزشکی در شهرستان گناباد است. این دانشگاه در سال ۱۳۹۳ در رتبه‌بندی دانشگاه‌های علوم پزشکی ایران از سطح ۳ به سطح ۲ ارتقاء یافته است. دانشگاه علوم پزشکی گناباد به عنوان قطب آموزشی، پژوهشی و درمانی در جنوب استان خراسان به بیش از ۵۰۰ هزار نفر خدمت رسانی می‌کند. ریاست این دانشگاه را عبدالجواد خواجوی بر عهده دارد.

## پیشینه
این دانشگاه در سال ۱۳۶۵ به عنوان دانشکده پرستاری و مامایی با پذیرش ۴۲ دانشجو در رشته کاردانی پرستاری و زیرنظر دانشگاه علوم پزشکی مشهد فعالیت خود را آغاز نمود که این دوره در سال بعد به کارشناسی پرستاری ارتقاء یافت. از سال ۱۳۷۴ با جدا شدن از دانشگاه علوم پزشکی مشهد، بعنوان یکی از چهل و دو دانشکده و دانشگاه علوم پزشکی مستقل کشور زیر نظر مستقیم وزارت بهداشت، درمان و آموزش پزشکی و تحت عنوان دانشکده علوم پزشکی و خدمات بهداشتی درمانی گناباد فعالیت خود را در ابعاد بهداشت، درمان و آموزش عالی ادامه داد. از سال ۱۳۸۰ به تدریج به تعداد رشته‌های این دانشکده افزوده یا سطح آنها ارتقاء یافت به طوری که در سال ۱۳۸۷ شورای عالی گسترش دانشگاه‌ها و موسسات آموزش عالی کشور با ارتقاء دانشکده به دانشگاه و تأسیس سه دانشکده مستقل پیراپزشکی، بهداشت و پرستاری و مامایی موافقت نمود. همچنین این شورا در پایان همان سال، مجوز پذیرش دانشجوی پزشکی و تأسیس دانشکده پزشکی را نیز صادر و دانشکده پزشکی این دانشگاه با حضور دکتر مرضیه وحید دستجردی وزیر وقت بهداشت و مسئولین کشوری و استانی افتتاح شد.

## معاونت‌ها
- معاونت تحقیقات و فناوری
- معاونت آموزشی
- معاونت دانشجویی و فرهنگی
- معاونت بهداشت
- معاونت درمان
- معاونت غذا و دارو
- معاونت توسعه مدیریت و منابع

## دانشکده‌ها
- دانشکده پزشکی
- دانشکده دندانپزشکی
- دانشکده پیراپزشکی
- دانشکده پرستاری و مامایی
- دانشکده بهداشت
- مجتمع آموزش عالی سلامت بجستان[۴]

## دانشکده پزشکی
دانشکده پزشکی دانشگاه علوم پزشکی گناباد ابتدا در ساختمان اولیه خود (که در حال حاضر معاونت آموزشی، پژوهشی دانشگاه در این مکان قرار دارد) در سال ۸۸ واقع بود که با ساخت دانشکده جدید پزشکی و افتتاح ان در سال ۹۶ توسط دکتر قاضی زاده هاشمی وزیر وقت بهداشت به مکان فعلی منتقل شد.
دانشکده جدید در سه طبقه شامل بیش از ۱۷ کلاس درس با ظرفیت ۶۰ تا ۱۲۰ نفر و امکانات دیتا پروژکتور و تجهیزات آموزشی و سرمایشی و گرمایشی مناسب، چندین آزمایشگاه شامل آزمایشگاه انگل‌شناسی، میکروب‌شناسی، قارچ‌شناسی، هماتولوژی، فیزیولوژی، پاتولوژی، ایمونولوژی، بافت‌شناسی، بیوشیمی، فیزیک پزشکی و یک آزمایشگاه جامع تحقیقاتی، اتاق‌های اعضای هیئت علمی، سالن همایش دکتر قریب، کمیته تحقیقات دانشجویی، کتابخانه، انجمن سلامت الکترونیک، نت لب (Net Lab)، مرکز مهارت‌های بالینی (Skill Lab)، مرکز آزمون صلاحیت‌های بالینی، ۶ اتاق مدیریتی و جلسات درون گروهی، ۱۶ اتاق پشتیبان و همچنین سالن تشریح با بخش‌های رختکن، اتاق اساتید، بخش نگهداری جسد، کلاس درس، ۳ اتاق تشریح، مولاژ و فیکساتور و همچنین دارای دو نشریه پزشکی می‌باشد.
هم‌اکنون در دانشکده پزشکی گناباد بالغ بر ۱۰۰ عضو هیئت علمی و آموزشی علوم پایه و بالینی در قالب رسمی، پیمانی و تعهدات و تفاهم نامه‌ای به ارائه خدمات آموزشی مشغول و ۵۳۴ دانشجو در رشته پزشکی این دانشگاه مشغول به تحصیل هستندو تاکنون ۷ دوره از دانشجویان پزشکی این دانشگاه فارغ‌التحصیل شده‌اند. همچنین این دانشکده از سال ۹۷ دانشجوی خارجی در رشته پزشکی می‌پذیرد و در حال حاضر ۶۰ دانشجوی بین‌الملل در این دانشگاه مشغول به تحصیل می‌باشند.
دانشجویان این دانشکده از نظر علمی نیز در سطح خوبی قرار دارند به‌طوری که در اکثر امتحانات علوم پایه و پیش کارورزی میزان قبولی دانشجویان بیش از ۹۵ درصد و در برخی دوره‌ها ۱۰۰ درصد بوده است. در آزمون صلاحیت بالینی نیز، باز هم دانشجویان این دانشکده موفق به قبولی بیش از ۹۵ درصد و در برخی دوره‌ها ۱۰۰ درصد شده‌اند. ضمن اینکه ۱۰۰ درصد واجدین شرایط شرکت در آزمون دستیاری در هفت دوره فارغ‌التحصیل این دانشکده نیز در آزمون دستیاری تخصصی پذیرفته شده‌اند.
علاوه بر تحصیل دانشجویان پزشکی عمومی، پذیرش در رشته‌های دستیاری اطفال، داخلی، زنان و زایمان و بیهوشی در حال پیگیری است. ریاست این دانشکده را دکتر جلیل مشاری فوق تخصص نفرولوژی اطفال و معاونت آموزش بالینی را دکتر راحله درفشی فوق تخصص گوارش اطفال بر عهده دارد. معاونت آموزشی علوم پایه دانشکده را دکتر قاسم سیادت پناه عهده‌دار است.

## بیمارستان‌ها و مراکز درمانی
دانشگاه علوم پزشکی گناباد به عنوان قطب آموزشی، پژوهشی و درمانی در جنوب استان خراسان علاوه بر ارائه خدمات آموزشی به دانشجویان رشته‌های مختلف در پردیس و بیمارستان‌ها و مراکز درمانی تابعه دانشگاه، خدمات مختلف بهداشتی و درمانی را به مردم شهرستان گناباد و بجستان و همچنین به بیش از یک میلیون نفر از شهرستان‌های جنوب استان خراسان ارائه می‌دهد و روزانه بیماران متعددی از شهرستان‌های همجوار برای دریافت خدمات درمانی به بیمارستان‌ها و مراکز درمانی این دانشگاه مراجعه می‌کنند.
بیمارستان‌های آموزشی و درمانی
- بیمارستان آموزشی، پژوهشی، درمانی علامه بهلول گنابادی
- بیمارستان آموزشی درمانی آریا
- بیمارستان آموزشی درمانی ۲۲ بهمن
- بیمارستان آیت‌الله مدنی
- بیمارستان سوانح و سوختگی (در حال احداث)
- مجتمع آموزشی، درمانی علیزاده
- مجتمع آموزشی، درمانی فیاض بخش
- کلینیک فوق تخصصی علامه بهلول
- کلینیک فوق تخصصی ۲۲ بهمن
- کلینیک تخصصی بجستان
- مرکز جراحی محدود ارغوان
- مرکز مدیریت حوادث و فوریت‌های پزشکی گناباد

شبکه‌های بهداشت و درمان و مراکز آموزشی درمانی خدمات سلامت
- معاونت بهداشت شهرستان گناباد
- شبکه بهداشت و درمان شهرستان بجستان
- مرکز خدمات جامع سلامت شهید فیاض بخش
- مرکز خدمات جامع سلامت ناصر خسرو
- مرکز خدمات جامع سلامت عدالت جنوبی
- مرکز خدمات جامع سلامت بیدخت
- مرکز خدمات جامع سلامت شهید بهشتی کاخک
- مرکز خدمات جامع سلامت روشناوند
- مرکز خدمات جامع سلامت الزهرا
- مرکز خدمات جامع سلامت بیلند

مراکز و پایگاه‌های خدمات سلامت روستایی
- مرکز خدمات جامع سلامت شهید قلی پور
- مرکز خدمات جامع سلامت امام رضا
- مرکز خدمات جامع سلامت بیمرغ
- مرکز خدمات جامع سلامت گیسور
- مرکز خدمات جامع سلامت شهید آقایی
- مرکز خدمات جامع سلامت امام حسن
- مرکز خدمات جامع سلامت مرندیز
- مرکز خدمات جامع سلامت فخرآباد
- مرکز خدمات جامع سلامت جزین
- مرکز خدمات جامع سلامت زین‌آباد

بیمارستان آموزشی، پژوهشی، درمانی علامه بهلول گنابادی
این بیمارستان بزرگ‌ترین و مجهزترین بیمارستان در جنوب استان خراسان رضوی می‌باشد که به عنوان قطب آموزشی پژوهشی درمانی در جنوب استان به شهرهای مختلف استان خراسان خدمت رسانی می‌کند. این بیمارستان در زمینی به مساحت ۸۰ هزار و زیر بنای ۲۴ هزار متر مربع در هفت طبقه با حضور دکتر قاضی زاده وزیر وقت بهداشت افتتاح شده است. این بیمارستان علاوه بر یک مرکز درمانی جنرال و درجه یک با بهترین و مجهزترین امکانات و تجهیزات پزشکی و رفاهی، به عنوان یکی از بزرگ‌ترین مراکز آموزشی و پژوهشی استان خراسان وظیفه آموزش‌های بالینی دانشجویان رشته پزشکی دانشگاه علوم پزشکی گناباد را بر عهده دارد. واحد توسعه تحقیقات بالینی این بیمارستان در بین دانشگاه‌های هم تیپ رتبه دوم کشور را در سالهای اخیر کسب کرده است.
معاونت آموزشی و پژوهشی، کتابخانه و نت لب (Net Lab) و سالن مطالعه دانشجویان پزشکی در طبقه چهارم و سالن مطالعه دانشجویان غیر پزشکی در طبقی منفی ۱ قرار دارد. همچنین تالار همایش‌های بیمارستان نیز با امکانات مجهز صوتی و تصویری و… در طبقه اول قرار دارد.
افتخارات بیمارستان
- یکی از هفت بیمارستان برتر کشور در جشنواره عمران سلامت در سال ۱۳۹۶
- یکی از ۵ بیمارستان برتر شرق کشور با کسب رتبه یک برتر در اعتبار بخشی وزارت بهداشت در سال ۱۴۰۰
- دریافت لوح ممتاز بیمارستان دوستدار کودک در سال ۱۴۰۱
- کسب رتبه دوم واحد توسعه تحقیقات بالینی در بین دانشگاه‌های همتراز در سالهای ۱۳۹۸ و ۱۴۰۲

بخش‌های درمانی
بخش‌های درمانی این بیمارستان با پیشرفته‌ترین تجهیزات شامل:
- اورژانس - بخش داخلی ۱ - بخش داخلی ۲ - بخش داخلی ۳ - بخش جراحی ۱ - بخش جراحی ۲ - بخش جراحی ۳ - بخش جراحی ۴
- بخش اطفال و نوزادان - بخش زنان و زایمان - بخش زایشگاه و مامایی - بخش همودیالیز - اتاق‌های عمل - بخش مراقبت‌های ویژه قلب (CCU)
- بخش اختصاصی مراقبت‌های ویژه (ICU) - بخش مراقبت‌های ویژه نوزادان (NICU) - بخش شیمی درمانی و سرطان - بخش بیماران بین‌الملل (IPD)

بخش‌های پاراکلینیکی
رادیولوژی دیجیتال - ماموگرافی - سونوگرافی - فلوروسکوپی - MRI یک و نیم تسلا - ۴ عدد سی تی اسکن ۱۶ اسلایس - OPG - آزمایشگاه - داروخانه
کلینیک‌های تخصصی و فوق تخصصی
- ارتوپدی - اورولوژی - جراحی عمومی - جراحی مغز و اعصاب - چشم - گوش و حلق و بینی و جراحی سر و گردن - نورولوژی و نوار عصب
- قلب و عروق و تست ورزش - داخلی (غدد، کلیه، ریه) - فوق تخصص روماتولوژی - فوق تخصص خون و سرطان بالغین - فوق تخصص گوارش و کبد
- اطفال - فوق تخصص کلیه اطفال - فوق تخصص گوارش اطفال - فلوشیپ مراقبت‌ها ویژه (ICU) - بیهوشی - پوست - عفونی - زنان و مامایی
- روان‌پزشکی - کلینیک تغذیه - کلینیک مشاوره ژنتیک - کلینیک طب کار - کلینیک طب سنتی - کلینیک آموزش سلامت - کلینیک درمان ناباروری

بخش بیماران بین‌الملل (IPD)
با توجه به وجود پزشکان متخصص و فوق تخصص حاذق در رشته‌های مختلف و همچنین ماندگاری ۱۰۰درصدی پزشکان متخصص در ۹ رشته تخصصی و وجود ساختمان، زیرساخت‌ها و تجهیزات به روز و استاندارد و کادر پرستاری مجرب بیمارستان علامه بهلول گنابادی، موجب شده است تا خدمات متنوع درمانی از جمله عمل‌های پیچیده جراحی در این بیمارستان انجام شود. بر همین اساس مجوز پذیرش بیماران بین‌الملل (IPD)نیز در بیمارستان علامه بهلول گنابادی صادر شده است و خدمات درمانی مختلفی در این زمینه انجام می‌شود.
بخش شیمی درمانی و سرطان
در این بخش اقدامات درمانی مورد نیاز بیماران سرطانی شامل شیمی درمانی جهت انجام کمو تراپی، آسپیراسیون مغر استخوان، تزریق داخل نخاعی ترانسفوزیون خون و فصد خون و تزریق سایر داروهای بیماران خاص انجام می‌شود. این بخش در حال حاضر در طبقه چهارم قرار دارد و بخش ویژه شیمی درمانی در بیمارستان در حال احداث می‌باشد.
بخش‌های آنژیوگرافی قلب و جراحی قلب باز
مرکز جراحی قلب باز و آنژیوگرافی بیمارستان علامه بهلول گنابادی با مساحت ۲۵۰۰ متر مربع و با پیشرفت بالایی در حال ساخت می‌باشد و کلیه تجهیزات مورد نیاز این بخش خریداری و در بیمارستان قرار دارد با افتتاح این مرکز، گناباد پنجمین شهرستان در شرق کشور خواهد بود که از این مزیت درمانی بهره‌مند می‌شود.
بخش امداد و سوانح و سوختگی و بخش ویژه روان‌پزشکی
این بخش‌ها درمانی بیمارستان نیز با پیشرفت زیادی در دست ساخت می‌باشد. این بیمارستان به دلیل قرار گرفتن در منطقه جنوب استان خراسان و شرق کشور مورد توجه ویژه دولت بوده و روند توسعه آن به سرعت در حال انجام است.
کلینیک ناباروری
با هدف غربالگری، شناسایی و تکمیل حلقه درمان زوج‌های نابارور، این مرکز با دارا بودن بخش‌ها و امکاناتی چون سالن انتظار، پذیرش، اتاق مخصوص زوجین و اتاق متخصص زنان و زایمان، متخصص ارولوژی و متخصص طب سنتی ایرانی و تجهیزاتی مثل سیستم لاپاروسکوپی، سونوگرافی پرتابل، اتوکلاو، آنالیز اسپرم، سونوگرافی کالر داپلر، سانتریفیوژ رومیزی سیتولوژیک و… به زوجین نابارور ارائه خدمات می‌کند. 
اورژانس هوایی
در سال ۹۷ اورژانس هوایی این بیمارستان نیز به عنوان اولین پایگاه اورژانس هوائی کشور که مجهز به بالگردهای جدید است افتتاح گردید. بالگرد اورژانس هوایی گناباد جزء ۶ فروند بالگرد پیشرفته و جدید اورژانس هوایی است که بعد از دو سال تلاش و مذاکره از اروپا خریداری شد. این بالگرد یکی از بهترین نمونه‌های اورژانس هوایی در جهان است که وزن سبک، سرعت بالا در پرواز، صدای کم و قدرت مانور بالا در محیط‌های شهری و بیمارستان‌ها از مهم‌ترین ویژگی‌های آن به‌شمار می‌رود. این بالگرد به جمعیتی بالغ بر ۱٫۵میلیون نفر از شهرستان‌های اطراف نیز امداد رسانی می‌کند.
واحدهای رفاهی و اقامتی و دیگر قسمت‌های بیمارستان
- مجتمع مسکونی پزشکان
- سالن غذاخوری اساتید و دانشجویان واقع در طبقه ۲
- کتابخانه واقع در طبقه ۴ و طبقه منفی ۱
- پاویون دانشجویان پزشکی واقع در طبقه ۴
- پاویون دانشجویان غیر پزشکی واقع در طبقه منفی ۱
- سالن مطالعه ویژه دانشجویان پزشکی واقع در طبقه ۴
- سالن مطالعه ۲۴ ساعته واقع در طبقه منفی ۱
- نت لب و مرکز مهارتهای بالینی واقع در طبقه ۴
- اقامتگاه همراهان بیمار دارای چندین واحد مسکونی
- نمازخانه واقع در طبقه منفی ۱
- واحد مددکاری اجتماعی برای ارائه خدمات به بیماران نیازمند
- فروشگاه واقع در ورودی و طبقه همکف بیمارستان
- پارک بازی کودکان و اتاق بازی واقع در بخش اطفال

## مراکز تحقیقاتی، امکانات آموزشی، پژوهشی و تعداد رشته‌ها
مراکز تحقیقاتی:
- مرکز تحقیقات بیماری‌های عفونی
- مرکز تحقیقات غدد و تولید مثل
- مرکز تحقیقات باروری
- مرکز تحقیقات پرستاری
- مرکز تحقیقات علوم اعصاب
- مرکز تحقیقات نانو فناوری پزشکی
- مرکز تحقیقات توسعه اجتماعی و ارتقا سلامت
- مرکز تحقیقات SDH
- مرکز رشد فناوری گیاهان دارویی و تجهیزات پزشکی
- آزمایشگاه جامع تحقیقاتی
- واحد توسعه تحقیقات بالینی بیمارستان علامه بهلول گنابادی

آزمایشگاه جامع تحقیقاتی:
این آزمایشگاه با ۷۰۰ متر مربع زیربنا در دو طبقه واقع شده است. آزمایشگاه جامع تحقیقات این دانشگاه در راستای اهداف کلی آزمایشگاه‌های جامع کشور مبنی بر ارائه خدمات آزمایشگاهی استاندارد به محققان دانشگاهی راه‌اندازی شده است. این آزمایشگاه شامل آزمایشگاه سلولی مولکولی، آزمایشگاه فیزیولوژی و فارماکولوژی، آزمایشگاه آنالیز دستگاهی، آزمایشگاه میکروب‌شناسی بالینی و مواد غذایی، هرباریوم و آزمایشگاه نانوبیوتکنولوژی و آزمایشگاه‌های آلودگی صوتی، آلودگی هوا و ارگونومی و با دارا بودن دستگاه‌هایی همچون Real-Time –PCR , PCR الایزا، هود بیولوژیک کلاس دو، و کلاس سه، انکوباتور معمولی وCo2 دار، شیکر انکوباتور، سونیکاتور، میکروسکوپ‌های معمولی، فلورسنت و اینورت، میکروسانتیریفیوژهای معمولی و یخچال دار، سانتیریفیوژ، فریزرهای ۲۰- و ۸۰-، دستگاه یخ ساز، سیستم کشت خون اتوماتیکBACTEC در زمینه‌های تحقیقاتی، خدمات تشخیصی، کشت سلولی، آنالیز دستگاهی و مطالعه بر روی حیوانات آزمایشگاهی در حیوانخانه دانشگاه ارائه خدمت خواهد کرد

## مرکز آزمون‌های الکترونیکی
مرکز آزمون الکترونیک دانشگاه علوم پزشکی گناباد یکی از استاندارترین مراکز آزمون الکترونیک در دانشگاه‌های کشور است که دارای ۱۲۰ ایستگاه آزمون و شبکه اینترنت کاملاً مستقل از شبکه اینترنت پردیس دانشگاه می‌باشد. دانشگاه علوم پزشکی گناباد پیشرفت بسیار خوبی در بحث آزمون‌های الکترونیکی داشته است و به نسبت بعضی از دانشگاه‌های تیپ یک و دو، دارای مرکز آزمون الکترونیکی با استانداردهای لازم است.

## رشته‌های تحصیلی
این دانشگاه دارای ۱۳۴عضو هیئت علمی و حدود ۲۰۰۰ دانشجو در ۵ دانشکده، در مقاطع دستیاری تخصصی، دکتری عمومی، دکتری تخصصی، کارشناسی ارشد، کارشناسی و کاردانی می‌باشد و اقدامات مختلفی برای افزایش رشته‌ها در دست پیگیریست. در حال حاضر رشته‌های تحصیلی دانشگاه علوم پزشکی گناباد به شرح زیر است:
مقطع دستیاری تخصصی
- اطفال
- داخلی
- بیهوشی

مقطع دکتری حرفه ای
- دکتری حرفه ای پزشکی
- دکتری حرفه ای دندانپزشکی

مقطع دکتری تخصصی
- دکترای تخصصی پرستاری
- دکتری تخصصی مامایی
- دکتری تخصصی بهداشت و ارتقا سلامت
- دکتری تخصصی پژوهش محور بهداشت محیط

مقطع کارشناسی ارشد
- فناوری تصویربرداری پزشکی
- علوم تغذیه
- اتاق عمل
- آموزش مامایی
- بهداشت باروری
- پرستاری مراقبت‌های ویژه
- پرستاری داخلی - جراحی
- پرستاری سالمندی
- پرستاری سلامت جامعه
- آموزش بهداشت و ارتقای سلامت
- مهندسی بهداشت محیط
- بهداشت و ایمنی مواد غذایی

مقطع کارشناسی
- علوم تغذیه
- پرستاری
- علوم آزمایشگاهی
- مامایی
- هوشبری
- اتاق عمل
- کتابداری و اطلاع‌رسانی پزشکی
- بهداشت خانواده
- مهندسی بهداشت محیط
- مهندسی بهداشت حرفه ای
- بهداشت عمومی
- تکنولوژی پرتوشناسی
- فوریت‌های پیش بیمارستانی

مقطع کارشناسی ناپیوسته
- هوشبری
- تکنولوژی اتاق عمل
- فوریت‌های پزشکی
- بهداشت عمومی
- مهندسی بهداشت محیط
- فوریت‌های پیش بیمارستانی

مقطع کاردانی
- فوریت‌های پزشکی
- بهداشت عمومی
- تکنسین سلامت دهان
- فوریت‌های پزشکی پیش بیمارستانی
- بهداشت محیط
- بهداشت حرفه ای و ایمنی کار
- اتاق عمل
- هوشبری
- مامایی

## کمیته تحقیقات دانشجویی
کمیته تحقیقات دانشجویی دانشگاه علوم پزشکی گناباد به منظور ارتقای سطح دانش، ایجاد و تقویت روحیه پژوهش، حمایت از فعالیت‌های جمعی پژوهشی دانشجویان، راهنمایی و توانمندسازی دانشجویان در جهت کارایی و بالندگی علمی پژوهشی، در سال ۱۳۷۹ تشکیل شد. کمیته تحقیقات دانشجویی دانشگاه دارای چهار زیرمجموعه کمیته تحقیقات دانشجویی دانشکده پزشکی، کمیته تحقیقات دانشجویی دانشکده پیراپزشکی، کمیته تحقیقات دانشجویی دانشکده پرستاری و کمیته تحقیقات دانشجویی دانشکده بهداشت است. واحد پژوهش شامل طرح‌های تحقیقاتی، نوآوری و اختراعات و تورهای تحقیقاتی است که مهم‌ترین رسالت واحد پژوهش کمک به سازماندهی و ارتقاء سطح کمی و کیفی پژوهش‌های دانشجویی است. ارائه طرح‌های پژوهشی دانشجویی وتشکیل جلساتی جهت تصویب طرح‌های تحقیقاتی پیشنهادی دانشجویان و اصلاح آن‌ها و در صورت تصویب، ارجاع آن برای مرحله بودجه بندی و حمایت‌های مالی دانشگاه و شروع به کار، نظارت بر روند اجرایی طرح‌های تحقیقات دانشجویی، مشاوره طرح‌های پژوهشی دانشجویی از طریق کمیته مشاوره طرح‌های تحقیقاتی جهت شروع کار تحقیقاتی و مشکلات حین کار و تحویل نسخه ای از طرح تحقیقاتی به مراکز زیربط که مطالعه در آن انجام گرفته است. تشکیل بانک اطلاعاتی طرح‌های تحقیقاتی انجام گرفته و در حال اجرا، راهنمایی پژوهشگران دانشجو برای ارائه دستاوردهای پژوهشی در کنگره‌های مختلف، حمایت از طرح‌های نوآورانه به منظور ثبت اختراع و کاربردی نمودن آن و حمایت از حضور دانشجویان در تورهای علمی نیز از دیگر فعالیت‌های این گروه می‌باشد. به منظور توانمندسازی دانشجویان برای انجام کارهای تحقیقاتی کارگاه‌های آموزشی نظیر جستجوی مقدماتی، جستجوی پیشرفته، پروپوزال نویسی، آنالیز آماری، اخلاق در پژوهش و مقاله‌نویسی برگزار می‌گردد
کمیته تحقیقات دانشجویی دانشگاه علوم پزشکی گناباد در سالهای اخیر همواره حائز رتبه برتر کشوری بوده است:
- کسب رتبه اول دانشگاه‌های تیپ ۳ کشور توسط کمیته تحقیقات دانشجویی دانشگاه در سال ۹۰[۱۱]
- کسب رتبه سوم جشنواره رازی توسط کمیته تحقیقات دانشجویی دانشگاه در سال ۹۱[۱۲]
- کسب رتبه دوم جشنواره رازی توسط کمیته تحقیقات دانشجویی دانشگاه در سال ۹۲
- کسب رتبه سوم جشنواره رازی توسط کمیته تحقیقات دانشجویی دانشگاه در سال ۹۳[۱۳]
- کسب رتبه دوم جشنواره رازی توسط کمیته تحقیقات دانشجویی دانشگاه در سال ۹۴[۱۴]
- کسب رتبه سوم جشنواره رازی توسط کمیته تحقیقات دانشجویی دانشگاه در سال ۹۵
- کسب رتبه سوم جشنواره رازی توسط کمیته تحقیقات دانشجویی دانشگاه در سال ۹۶[۱۵]
- کسب رتبه دوم تعداد مقالات پذیرفته شده در اولین کنگره دانشجویی طبری در سال ۹۶[۱۶]
- کسب رتبه سوم تعداد مقالات پذیرفته شده در هجدهمین کنگره پژوهشی سالیانه دانشجویان علوم پزشکی کشور در سال ۹۶[۱۷]
- کسب رتبه دوم کمیته تحقیقات دانشجویی دانشگاه علوم پزشکی در سمینار دانشجویی دانش و تندرستی در سال ۹۶
- کسب رتبه سوم جشنواره رازی توسط کمیته تحقیقات دانشجویی دانشگاه در سال ۹۷
- کسب رتبه دوم جشنواره رازی توسط کمیته تحقیقات دانشجویی دانشگاه در سال ۹۸
- کسب رتبه اول کمیته تحقیقات دانشجویی دانشگاه در بین دانشگاه‌های هم تراز در سال  ۱۴۰۱

همچنین مجله پژوهش و سلامت (J.R.H) این دانشگاه با قدمت بیش از ۱۷ سال موفق به کسب نمایه بین‌المللی اسکوپوس (Scopus) شده است.

## کتابخانه و مدیریت اطلاع‌رسانی و تأمین منابع علمی و سالن‌های همایش
سالن‌های همایش
- سالن همایش کوثر (بزرگ‌ترین سالن همایش واقع در پردیس دانشگاه)
- تالار سردار سلیمانی (واقع در بیمارستان علامه بهلول گنابادی)
- تالار دکتر روحانی (واقع در پردیس دانشگاه)
- تالار دکتر قهرمانی (واقع در پردیس دانشگاه)
- تالار دکتر سالاری (واقع در پردیس دانشگاه)
- تالار دکتر چمران (واقع در سازمان مرکزی دانشگاه)
- سالن همایش‌های دکتر قریب دانشکده پزشکی
- سالن اجلاس بیمارستان علامه بهلول گنابادی
- سالن همایش ابن سینا
- سالن همایش رازی
- سالن همایش حکیم

## کتابخانه مرکزی
کتابخانه مرکزی دانشگاه علوم پزشکی گناباد در سال ۱۳۶۵ همزمان با تأسیس دانشگاه فعالیت خود را آغاز نمود و و از سال ۱۳۹۲ با افتتاح ساختمان جدید به عنوان کتابخانه مرکزی در ۴ طبقه بالغ بر ۳۸۸۶ متر مربع به ارائه خدمات می‌پردازد. در حال حاضر کتابخانه دارای مجموعه ای غنی شامل:
۱. ۶۲۱۵۶ عنوان کتاب (فارسی و لاتین)
۲. ۱۳۱۰۸ عنوان نشریه داخلی و خارجی
۲. محصولات الکترونیکی اشتراکی (ژورنال‌ها، کتب، تصاویر، و …): ۶۱۰۹ عنوان.
۳. کتب الکترونیکی: ۳۲۴۶۶ عنوان.
۴. نشریات چاپی فارسی دانشگاهی: ۱۶۰ عنوان.
۵. طرحهای تحقیقاتی و پایان‌نامه: ۱۰۵۶ عنوان.
۶. CDهای آموزشی: ۲۱۳۰ حلقه.
می‌باشد. کتابخانه در راستای اهداف و خدمات خود دارای بخشهایی در ۴ طبقهٔ مجزا، از جمله:
طبقه منفی یک: مخزن بسته
طبقه همکف: سایت رایانه و اطلاع‌رسانی و مطالعه نشریات خواهران، سایت رایانه و اطلاع‌رسانی و مطالعه نشریات برادران، واحدفناوری اطلاعات، مدیریت اجرایی کتابخانه‌ها، بخش مشاوره اطلاعاتی، مدیریت اطلاع‌رسانی پزشکی و منابع علمی، سالن کنفرانس حکیم جرجانی
طبقه اول: بخش مخزن و گردش کتاب، پایان‌نامه‌ها، سالن‌های مطالعه خواهران و برادران.
طبقه دوم: بخش دیداری و شنیداری و تولید محتوا، بخش خدمات فنی، بخش آماده‌سازی، اداره خدمات اطلاع‌رسانی، واحد توانمندسازی و کارگاه‌های کتابخانه مرکزی، سالن آموزش منابع الکترونیک (با ظرفیت ۲۶ سیستم مجهز به نرم‌افزارهای کاربردی و سیستم صوتی و ویدئو پرژکتور)، تالار محققان دانشجویان تحصیلات تکمیلی و پزشکی برادران، تالار محققان دانشجویان تحصیلات تکمیلی و پزشکی خواهران.
که در ساعات کاری خود (همه روزه به غیر از ایام تعطیل از ساعت ۳۰: ۷ الی ۲۰) آماده خدمت رسانی به مراجعین است.
کتابخانه مرکزی دانشگاه علوم پزشکی گناباد در سالهای ۹۵ تا ۱۴۰۱ رتبه اول را در بین دانشگاه‌های علوم پزشکی هم تیپ خود کسب کرده است. این کتابخانه از نظر فضای فیزیکی، تعداد عناوین کتاب، دسترسی به دیتابیس‌های الکترونیکی و… یکی از مجهزترین کتابخانه‌های آکادمیک کشور می‌باشد.

## امکانات رفاهی، ورزشی، فرهنگی

### مجموعه خوابگاهی
این دانشگاه دارای دو مجموعه خوابگاهی فجر ۱ و فجر ۲ ویژه دختران در پردیس دانشگاه و سه مجموعه خوابگاهی ناصر، اندیشه و نصر ویژه پسران در خارج از دانشگاه و یک مجموعه خوابگاه متأهلی است که سرویس دهی از خوابگاه‌های داخل و خارج از پردیس به دانشگاه، بیمارستان‌های آموزشی و … توسط چند دستگاه اتوبوس به صورت روزانه از ۷:۰۰ صبح تا ۲۱:۰۰ انجام می‌شود. همچنین دانشگاه دارای چند واحد خوابگاهی خودگردان در سطح شهر می‌باشد.

### سلف سرویس
سلف سرویس مرکزی در پردیس دانشگاه واقع است و پخت غذا در آن به صورت مکانیزه انجام می‌شود. همچنین تمام مجموعه‌های خوابگاهی دانشگاه دارای سلف سرویس می‌باشد.

### مجموعه ورزشی
مجموعه ورزشی پوریا با مساحت ۶ هزار متر مربع داری سالن‌های فوتسال، والیبال، هندبال، بسکتبال، کشتی، بدنسازی، شطرنج، پینگ پنگ، فوتبال دستی، رزمی، دارت و … می‌باشد.
همچنین استخر سرپوشیده دانشگاه شامل اتاق‌های اداری، رختکن، جکوزی، سونا خشک و بخار و سالن اصلی استخر شامل استخر بزرگسالان و کودکان در مجموع به مساحت ۱۵۰۰ مترمربع می‌باشد.
علاوه بر موارد فوق، زمین چمن مصنوعی دانشگاه نیز در بهمن ماه ۱۴۰۰ و باشگاه بدنسازی نیز در سال ۱۴۰۲ در مجموعه ورزشی دانشگاه تأسیس شده است.
دانشگاه علوم پزشکی گناباد از نظر امکانات ورزشی، از ظرفیت بالایی در سطح استان خراسان و شرق کشور برخوردار است و دانشجویان این دانشگاه در مسابقات ورزشی دانشگاه‌های علوم پزشکی کشور افتخارت زیادی کسب کرده‌اند.

### فرهنگی و هنری
دانشگاه دارای کانون‌های دانشجویی مختلفی شامل کانون قرآن و عترت، کانون هنر، کانون کارآفرینی، کانون موسیقی، کانون هلال احمر، کانون نشریات، کانون گردشگری، کانون شعر و ادب، کانون حجاب و عفاف، کانون فیلم و کتاب و تشکل‌های دانشجویی می‌باشد. دانشجویان این دانشگاه در مسابقات قران و جشنواره‌های فرهنگی هنری وزارت بهداشت نیز افتخارات زیادی کسب کرده‌اند که می‌توان به کسب رتبه دوم کشوری در جشنواره فرهنگی وزارت بهداشت در سال ۹۵ و کسب رتبه اول و دوم معاونت فرهنگی دانشجویی دانشگاه‌های علوم پزشکی کشور در سالهای ۹۷ تا ۱۴۰۱اشاره کرد. با تلاش مسئولان این دانشگاه، امکانات و زیرساخت‌های خوبی فراهم شده است تا دانشجویان از امکانات خوبی در حوزه فضاهای آموزشی و دانشجویی بهره‌مند باشند، به طوری که از این لحاظ، دانشگاه علوم پزشکی گناباد در ۲۵ درصد اول دانشگاه‌های کشور است

## مرکز مشاوره و سلامت روان
مرکز مشاوره و سلامت روان دانشگاه خدمات مختلف مشاوره ای در زمینه مسائل و مشکلات روانشناختی، رفتاری، آموزشی و تحصیلی، مشاوره ازدواج و حل مشکلات خانوادگی، افسردگی و … را توسط مجموعه ای از بهترین مشاوران و متخصصین روان‌پزشکی دانشگاه به دانشجویان دانشگاه ارائه می‌دهد. مرکز مشاوره دانشگاه علوم پزشکی گناباد به عنوان یکی از مراکز برتر مشاوره ای در بین دانشگاه‌های علوم پزشکی کشور قرار گرفته است.

## شورای انضباطی دانشگاه
شورای انضباطی دانشگاه علوم پزشکی گناباد در سال‌های اخیر همواره حائز رتبه برتر در بین دانشگاه‌های کشور بوده است.

## همایش‌های کشوری و منطقه ای
طی سالهای اخیر چندین همایش منطقه ای و کشوری به میزبانی دانشگاه علوم پزشکی گناباد برگزار گردیده که برخی از آنها به شرح زیر می‌باشد:
- بیست و دومین کنگره سالیانه ملی و هشتمین کنگره بین‌المللی پژوهشی دانشجویان علوم پزشکی کشور شهریور ۱۴۰۰
- برگزاری کنگره بین‌المللی هوش مصنوعی در علوم پزشکی با همکاری دانشگاه‌های علوم پزشکی تهران، شهید بهشتی، ایران، مشهد، شیراز، اصفهان و یزد
- اولین استارتاپ ویکند صنعت گیاهان دارویی و مغذی آبان ۹۸
- اولین همایش منطقه ای علوم اعصاب با محوریت نوروژنتیک، درمان‌های جدید آسیب‌های نخاعی در تروما، Stem cell therapy در بیماری‌های نورولوژیک و درمان صرع مقاوم به درمان با همکاری دانشگاه‌های علوم پزشکی مشهد و بجنورد آبان ۹۸
- دومین همایش پژوهشی سالیانه دانشجویی اتاق عمل کشور با همکاری دانشگاه علوم پزشکی ایران تیر ۹۸
- اولین کنگره پژوهش‌های دانشجویی دانشگاه‌های علوم پزشکی خراسان رضوی، شمالی و جنوبی آبان ۹۷
- دوازدهمین کنگره پژوهشی سالیانه دانشجویان علوم پزشکی شرق کشور آذر ۹۶
- همایش ملی معنویت و سلامت
- همایش ملی زعفران، غذا و دارو

## نواحی تحت پوشش
این دانشگاه، بواسطه موقعیت جغرافیایی ممتاز خود، به عنوان یک قطب آموزش، پژوهشی، درمانی در جنوب استان خراسان محسوب شده و علاوه بر آنکه شبکه بهداشت و درمان شهرستان بجستان را تحت پوشش رسمی دارد، می‌تواند در محدوده شعاع ۱۰۰ کیلومتری از مرکز شهرستان، جمعیتی بالغ بر یک میلیون نفر از استانهای خراسان رضوی و جنوبی و استانهای مجاور را از خدمات خود بهره‌مند سازد.